# Landsbyen lever
Landsbyen lever er en film instrueret af Jørgen Vestergaard efter manuskript af Gunnar Iversen.

## Handling
Landsbyen har mange problemer, f.eks. lukning af skoler og nærbutikker, men filmen fokuserer mest på hvordan landsbyen også har gammel tradition for sammenhold, er fuld af liv, nytænkning og nye initiativer.